# Rapu-Rapu
Cet article possède un paronyme, voir RAPU.
Rapu-Rapu est une municipalité insulaire de la province d'Albay, aux Philippines. Les îles formant cette province se situent en mer des Philippines. Elle est composée des trois îles Rapu-Rapu, Batan et Guinanayan situées entre le golfe de Lagonoy et le golfe d'Albay.
Sa population est de 35 875 habitants au recensement de 2010 sur une superficie de 155 km2, subdivisée en 34 barangays.